# Hellraiser: Deader
Hellraiser: Deader (también conocida como Hellraiser VII: Deader) es una película estadounidense de terror de 2005 dirigida por Rick Bota y producida por Stan Winston. Es la séptima parte de la saga cinematográfica iniciada con el filme Hellraiser de 1987. Fue lanzada en Estados Unidos el 7 de junio de 2005, directamente en DVD.

## Resumen
En Londres, la periodista Amy Klein, después de investigar a unos adictos al crack para un artículo en su periódico, decide seguirle la pista a una cinta de video extraña, la cual llegó a manos del editor Charles Richmond. Según la cinta, un grupo clandestino de jóvenes en Bucarest se dedica a crear zombis a través del poder de su líder el cual, al tomar la decisión de suicidarse, les promete placer eterno. Una vez en Rumanía, se encuentra con que debe ver a una integrante del clan llamada Marla. Cuando Amy llega a su departamento, se encuentra con que ella está muerta teniendo la Caja de Lemarchand en sus manos. Anteriormente ella tenía un sobre en el cual hay un vídeo de Marla pidiendo ayuda a quien lo viera y precaviendo que no abran la Caja de Lemarchand. De todas maneras, ella la abre y de la misma sale Pinhead (Doug Bradley). Ella busca a un tipo en un vagón de tren y él le advierte que no vaya con los deaders o comenzará su infierno. Amy empieza a tener varias visiones en las cuales hablan de la muerte teniendo al final que confrontar a los deaders y salen del cubo los cenobitas en los cuales se observa que no son los mismos que en las otras películas. Pinhead (Doug Bradley) mata a todos los deaders. 
Al final, Pinhead es derrotado cuando Amy Klein decide que no será presa del infierno que este le ha preparado y se suicida antes de que Pinhead cometa una acción que la lleve a su tormento.

## Reparto
- Kari Wuhrer como Amy Klein.
- Doug Bradley como Pinhead.
- Paul Rhys como Winter LeMarchand.
- Simon Kunz como Charles Richmond.
- Marc Warren como Joey.
- Georgina Rylance como Marla.
- Ionut Chermenski como El cabecilla.
- Hugh Jorgin como El Reportero arrogante.
- Linda Marlowe como Betty.
- Madalina Constantin como Anna.
- Ioana Abur como Katia.
- Constantin Barbulescu como Landlord.
- Daniel Chirea como Mr. Klein
- Maria Pintea como Young Amy Klein.